# 馬里亞尼夫卡 (薩爾內區)
51°29′8″N 26°39′49″E / 51.48556°N 26.66361°E
馬里亞尼夫卡（烏克蘭語：Мар'янівка），是烏克蘭的村落，位於該國西北部羅夫諾州，由薩爾內區負責管轄，始建於1680年，面積0.04平方公里，海拔高度144米，2001年人口304，人口密度每平方公里8,216.2人。